# Cristal Avilera
Cristal Avilera, Es una actriz venezolana de televisión y cine. Trabajó durante varios años en RCTV y ha participado en importantes producciones dramáticas producidas por la cadena Telemundo. También es cantante y compositora, en el 2013 presentó "Amor, Amor", sencillo promocional de su primera producción musical titulada "Esta Soy Yo" tema que ese mismo año fue dado a conocer en La Feria Internacional de La Música de Buenos Aires, Argentina (BAFIM). Inició su carrera artística a los 18 años en Radio Caracas Televisión, Ha sido protagonista de varios cortometrajes y formó parte importante del elenco principal del Programa humorístico número uno por más de 40 años en la televisión venezolana, Radio Rochela . Ha trabajado también en teatro y radio. Es madre del actor infantil  Nicolás Maglione,conocido popularmente como ¨Nico Maglione¨, quien también ha protagonizado importantes proyectos dramáticos producidos en los Estados Unidos. 

## Filmografía

### Televisión - Internet
| Año       |  | Telenovelas                           |  | Personaje          | – | Productora        |
| 2017      |  | Mariposa de Barrio                    |  | Marisela Sánchez   |   | Telemundo         |
| 2016      |  | Silvana Sin Lana                      |  | Cristina Ferreti   |   | Telemundo         |
| 2016      |  | Eva La Trailera                       |  | Viviana            |   | Telemundo         |
| 2015      |  | 40 Semanas y Media - Serie Web        |  | Adriana Campos     |   | JOHNSON & JOHNSON |
| 2014      |  | La Virgen de La Calle                 |  | Violeta Andrade    |   | R.T.I - Televisa  |
| 2009      |  | Calle Luna, Calle Sol                 |  | Valentina Díaz     |   | RCTV              |
| 2007      |  | Toda Una Dama                         |  | Enfermera Aguilera |   | RCTV              |
| 2003-2004 |  | La Invasora                           |  | Kathy              |   | RCTV              |
| 2003      |  | *Unitario La Amante que cavó su tumba |  | Martha Yépez       |   | RCTV              |
| 2002      |  | *Unitario Pecado de Amor              |  | Carolina           |   | RCTV              |
| 2002      |  | *Unitario La Maldición de la Montaña  |  | Anna               |   | RCTV              |

| 2005-2006 |  | Actriz de La Radio Rochela |  | RCTV |
| --------- |  | -------------------------- |  | ---- |

### Cine
| Año  | Película                                                                             | Personaje |
| 2014 | Largometraje Cuatro Esquinas                                                         | Patricia  |
| ---- | ------------------------------------------------------------------------------------ | --------- |
| 2013 | Cortometraje La Otra Ruta*Ganador del Concurso CINEMA PLUS de DIRECTV Venezuela 2014 | Yole      |
| 2012 | Largometraje Qué Pea                                                                 | Nicanora  |
| 2012 | Cortometraje El HIjo                                                                 | Sara      |
| 2010 | Largometraje Corpus Christy                                                          | Donatella |
| 2007 | Largometraje La Clase                                                                | Roxana    |

Campañas publicitarias más importantes
| Año  | Marca comercial        | Países                                  |
| ---- | ---------------------- | --------------------------------------- |
| 2015 | HBO GO                 | EE.UU                                   |
| 2015 | DISHLATINO             | EE.UU Y PUERTO RICO                     |
| 2013 | 'CITGO'                | México y EE.UU                          |
| 2013 | Tiendas Epa            | Venezuela                               |
| 2008 | Farmacias Locatel      | Venezuela                               |
| 2006 | Special K de Kellogg´s | México, Colombia, Argentina y Venezuela |
| 2005 | Cerveza Brahma         | Venezuela                               |

Discografía
| Año  | Álbum                                                                                 | Distribución                                                          |
| ---- | ------------------------------------------------------------------------------------- | --------------------------------------------------------------------- |
| 2013 | Esta Soy Yo                                                                           | EP1- https://itunes.apple.com/bo/artist/cristal-avilera/id649289989 . |
|      | Primer sencillo promocional "Amor, Amor" http://www.youtube.com/watch?v=OyKzgZigw7E . |                                                                       |